# TEKT1
TEKT1‏ (Tektin 1) هوَ بروتين يُشَفر بواسطة جين TEKT1 في الإنسان.